# Phare de l'île Matiu/Somes
Pour les articles homonymes, voir Matiu.
Le phare de l'île Matiu/Somes est un phare situé sur l'île de Matiu/Somes, dans la région de Wellington (île du Nord), en Nouvelle-Zélande. Il est géré par l'autorité portuaire de Wellington.

## Histoire
Le phare a été mis en service en 1866 à l'extrémité sud-ouest de la plus grande des trois îles de la partie nord du port de Wellington. Autrefois une station de quarantaine, tant pour les gens que des animaux, y était présente et a été fermée au public en 1995. L'île a aussi servi de camp d'internement pour des étrangers ennemis durant la seconde guerre mondiale. Maintenantc'est une réserve écologique bien connue et un sanctuaire pour la faune et flore natale, par le ferry à passagers. En 1942, l'île a été fortifiée avec des emplacements de canons antiaériens lourds sur le sommet, mais ceux-ci n'ont été jamais utilisés.
En 1900, le phare actuel a pris sa place sur le même emplacement. Les bâtiments annexes de station légères ont été démolies après son automatisation en 1924. Le premier phare, une petite tour octogonale en fonte, a été transférée en 1903 au phare  de Tuhawaiki Point près de Timaru dans l'Île du Sud.

## Description
Le phare est une tour cylindrique, avec une galerie et une lanterne de 9 m de haut. Le phare est totalement peint en blanc et le dôme de la lanterne est noir. Il émet, à une hauteur focale de 29 m, trois longs éclats (blanc, rouge et vert selon secteurs) de 4 secondes toutes les 10 secondes. Sa portée est de 7 milles nautiques (environ 13 km) pour le feu blanc.
Identifiant : ARLHS : NZL-047 - Amirauté : K4014 - NGA : 4620 .

## Caractéristique du feu maritime
Fréquence : 10 secondes (WRG)
- Lumière : 4 secondes
- Obscurité : 6 secondes

|              |
| Somes Island |

|          |
| Le phare |

|          |
| Le phare |